# Masakra w Manili
Masakra w Manili (ang. Manila massacre lub Rape of Manila, jap. マニラ大虐殺) – określenie masowych mordów na ludności cywilnej, gwałtów, niszczenia mienia oraz innych poważnych naruszeń prawa wojennego, których dopuścili się żołnierze japońskich sił zbrojnych podczas stoczonej w dniach 3 lutego – 3 marca 1945 bitwy o Manilę.
Wbrew rozkazom głównodowodzącego sił japońskich na Filipinach, generała Tomoyukiego Yamashity, dowódca japońskiej bazy morskiej w Manili kontradmirał Sanji Iwabuchi odmówił ewakuacji swoich oddziałów, postanawiając bronić miasta przed nadciągającymi wojskami amerykańskimi. Walki o wyzwolenie Manili trwały blisko miesiąc i stanowiły jedną z najbardziej zaciętych bitew miejskich II wojny światowej. W trakcie bitwy japońscy żołnierze wyładowywali swoją złość i frustrację na cywilach, dokonując masowych mordów i gwałtów. W ten sposób realizowano także rozkazy Iwabuchiego, nakazujące stosować taktykę „spalonej ziemi”, a mieszkańców miasta traktować bez wyjątku jako partyzantów. Wiele ofiar wśród ludności cywilnej spowodował także ostrzał amerykańskiej artylerii i lotnictwa. W rezultacie liczba cywilów zabitych i zamordowanych podczas bitwy o Manilę mogła sięgnąć nawet 100 tysięcy.

## Tło wydarzeń
6 stycznia 1945 roku amerykańska 6 Armia, dowodzona przez gen. Waltera Kruegera, przeprowadziła zakrojony na szeroką skalę desant w zatoce Lingayen w północno-zachodniej części Luzonu. Tym samym została zainicjowana kampania zmierzająca do wyzwolenia największej wyspy Archipelagu Filipińskiego spod japońskiej okupacji. Do 17 stycznia oddziały Kruegera całkowicie zajęły strefę lądowania. Zgodnie z rozkazem głównodowodzącego obszaru południowo-zachodniego Pacyfiku, generała Douglasa MacArthura, w następnej kolejności 6 Armia rozpoczęła natarcie w kierunku odległej o 180 km stolicy Filipin, Manili. Tymczasem 31 stycznia 1945 roku, trzy tygodnie po lądowaniu pod Lingayen, dwa pułki 11 Dywizji Powietrznodesantowej ze składu amerykańskiej 8 Armii (gen. Robert Eichelberger) wylądowały pod Nasugbu, w południowej części Luzonu. Oddziały te, nie napotykając większego oporu ze strony przeciwnika, również ruszyły na Manilę. MacArthur liczył, iż energiczne uderzenie z północy i południa pozwoli szybko wyzwolić filipińską stolicę.
Głównodowodzący sił japońskich na Filipinach, generał Tomoyuki Yamashita, doskonale zdawał sobie sprawę, że wobec absolutnej dominacji Amerykanów na morzu i w powietrzu, a także z racji ich zdecydowanej przewagi w dziedzinie logistyki i technicznych środków walki, wojska japońskie nie będą miały żadnych szans w starciu na otwartym polu. Z tego powodu nie zamierzał podejmować walki na obszarze centralnego Luzonu; nie planował też bronić Manili. Zamierzał natomiast wycofać gros swoich oddziałów w trudno dostępne obszary górskie w północnej i wschodniej części Luzonu, gdzie miał nadzieję wciągnąć Amerykanów w przewlekłą walkę na wyczerpanie. Yamashita rozważał nawet ogłoszenie Manili „miastem otwartym” (apelował o to marionetkowy prezydent Filipin, Jose P. Laurel). Ostatecznie polecił jednak dowódcy Grupy Shimbu, generałowi Shizuo Yokoyamie, aby w momencie zbliżania się Amerykanów ewakuować miasto – uprzednio zniszczywszy wszystkie mosty oraz instalacje o znaczeniu militarnym.
Rozkazy Yamashity zignorował jednak dowódca 31. specjalnej bazy morskiej, kontradmirał Sanji Iwabuchi. Kontradmirał odmówił ewakuacji Manili, twierdząc, że uniemożliwi ona wykonanie zadań ewakuacyjno-niszczycielskich, zleconych przez dowództwo Cesarskiej Marynarki Wojennej. W rzeczywistości Iwabuchi wierzył, że filipińska stolica stanowi znakomitą pozycję obronną, a jej opuszczenie bez poważniejszej walki będzie plamą na honorze japońskich sił zbrojnych. Prawdopodobnie szukał także okazji do pomszczenia klęski w II bitwie pod Guadalcanalem, gdzie zatonął dowodzony przez niego pancernik „Kirishima”. Podległy Iwabuchiemu garnizon Manili składał się z tzw. Morskich Sił Obrony Manili, wspartych przez trzy bataliony wojsk lądowych pozostawione przez gen. Yokoyamę – razem co najmniej 17 tys. żołnierzy. W oparciu o solidną zabudowę miasta oddziały Iwabuchiego rozpoczęły przygotowania do obrony.
3 lutego 1945 czołowe oddziały amerykańskiej 6 Armii wkroczyły na północne przedmieścia Manili. Żołnierze 1 Dywizji Kawalerii zdobyli kampus Uniwersytetu Santo Tomas, gdzie znajdował się japoński obóz dla internowanych osób cywilnych. Uwolniono wówczas co najmniej 4000 obywateli państw alianckich, więzionych w obozie od 1942 roku. Tej samej nocy kawalerzyści zdobyli także Pałac Malacañan, stanowiący oficjalną siedzibę prezydentów Filipin. Z kolei 4 lutego żołnierze amerykańskiej 37 Dywizji Piechoty zdobyli więzienie Bilibid, gdzie uwolnili blisko 800 alianckich jeńców wojennych oraz 530 internowanych cywilów. Amerykańskie postępy były początkowo tak szybkie, że sztab MacArthura zaczął planować organizację parady zwycięstwa – na wzór tej, która miała miejsce w wyzwolonym Paryżu. Wkrótce jednak japoński opór gwałtownie stężał. Zacięte i obfitujące w ofiary walki o wyzwolenie miasta prowadzone były aż do 3 marca 1945. Bitwa o Manilę okazała się jedną z największych bitew miejskich II wojny światowej. Stronę amerykańską kosztowała ona 1010 zabitych i 5565 rannych, podczas gdy japoński garnizon został wybity niemal do nogi. W trakcie trwających miesiąc walk największe ofiary poniosła jednak filipińska ludność cywilna.

## Zbrodnie japońskie

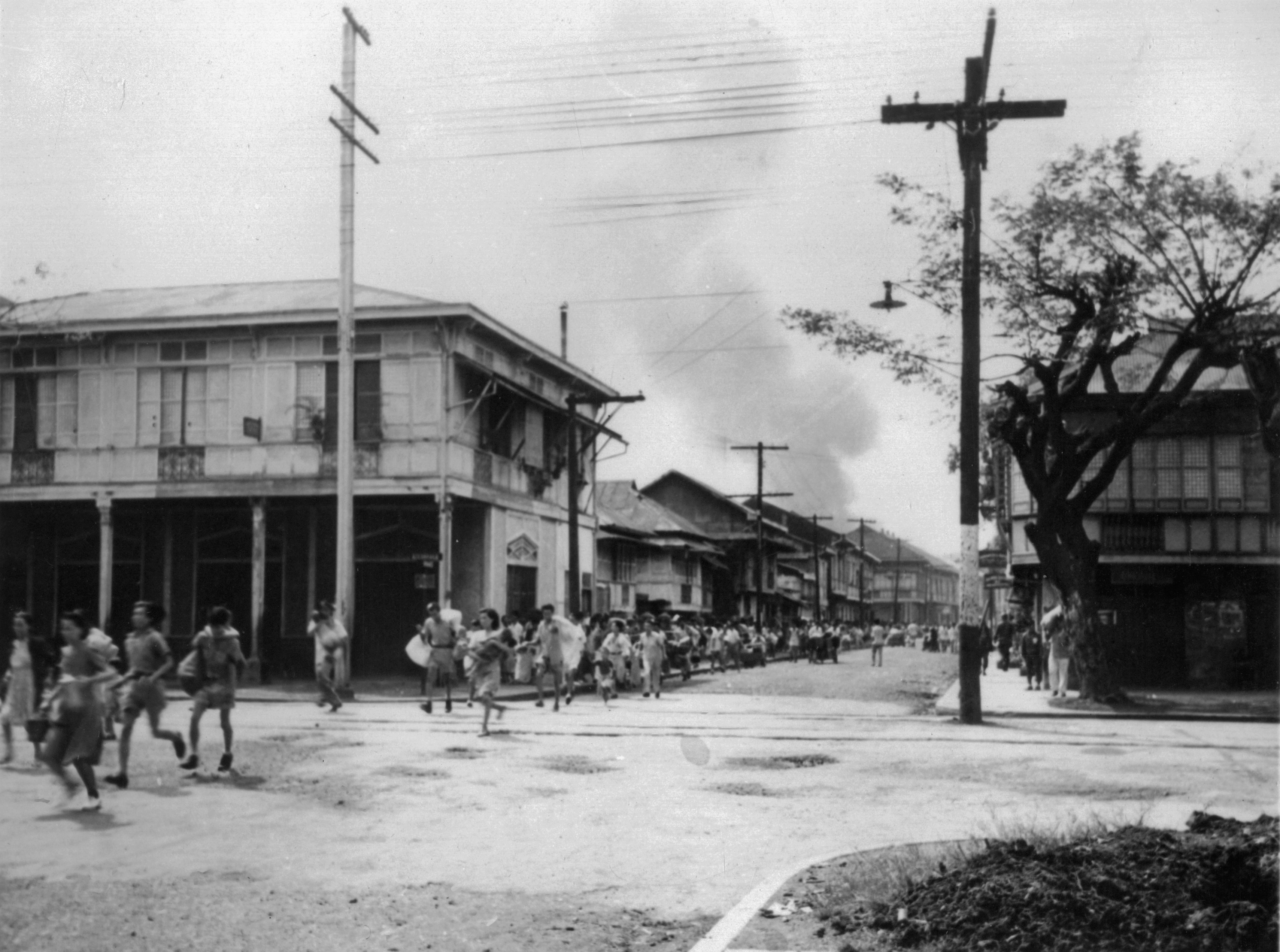
Mieszkańcy północnych dzielnic Manili uciekający przed japońskimi pogromami

Wraz z pogarszającą się sytuacją militarną Cesarstwa oraz rosnącą aktywnością ruchu oporu, japońska okupacja Filipin nabierała stopniowo coraz bardziej brutalnego charakteru. Represje nie omijały również mieszkańców Manili. Pod koniec 1944 roku japońska tajna policja (Kempeitai) zdołała częściowo rozbić tamtejsze struktury ruchu oporu. Japoński terror zaostrzył się zwłaszcza po wylądowaniu Amerykanów na Luzonie. W związku z przygotowaniami do oblężenia japońskie wojsko przystąpiło do bezwzględnej konfiskaty wszystkich zapasów żywności. W Manili rychło zapanował głód, a ludność cywilna była zmuszona żywić się mięsem psów, kotów, a nawet szczurów. Edwin P. Ramsey, amerykański oficer aktywnie działający w szeregach filipińskiego ruchu oporu, oceniał, że na przełomie roku 1944/1945 w Manili umierało z głodu blisko 100 osób dziennie. W wybranych kwartałach miasta Japończycy przeprowadzali „akcje oczyszczające”, w których trakcie zatrzymywano wszystkich mężczyzn powyżej 14. roku życia. Aresztowani w ten sposób Filipińczycy zazwyczaj ginęli bez śladu. Począwszy od 31 stycznia 1945 trwało także „opróżnianie” stołecznych więzień. Filipińskich więźniów politycznych, podejrzewanych o współpracę z ruchem oporu, wywożono zazwyczaj małymi grupkami na Cmentarz Chiński bądź Cmentarz Północny, gdzie byli rozstrzeliwani lub ścinani samurajskimi mieczami. Prawdopodobnie stracono w ten sposób nawet do 2000 więźniów. Osoby podejrzewane o przestępstwa mniejszej wagi rozmieszczono natomiast jako „żywe tarcze” w japońskich koszarach i instalacjach o znaczeniu militarnym.
Natychmiast po rozpoczęciu bitwy o Manilę oddziały Iwabuchiego przystąpiły do realizacji zadań „ewakuacyjno-niszczycielskich”, co oznaczało de facto doszczętne palenie całych dzielnic i wysadzanie w powietrze dziesiątek budynków, nierzadko pozbawionych jakiegokolwiek znaczenia militarnego. Porucznik William Swan z amerykańskiej 1 DKaw porównał później rozgrywające się na jego oczach sceny do wielkiego pożaru Rzymu z czasów Nerona. Masowe podpalenia dokonywane były przy tym nie tylko w północnych dzielnicach miasta, które jako pierwsze znalazły się w bezpośredniej strefie walk, lecz również w tych dystryktach Manili, gdzie wojska amerykańskie dotarły dopiero po upływie wielu dni. Jednocześnie rozpoczęła się rzeź filipińskiej ludności cywilnej. Japońscy żołnierze wyładowywali swoją złość i frustrację na bezbronnych cywilach, dokonując masowych mordów i gwałtów. Nastawienie Japończyków dobrze oddawały słowa jednego z oficerów, który grupie hiszpańskich zakonników oświadczył: „Amerykanie mogą nadejść, wy już ich jednak nie zobaczycie”.
Niektórzy autorzy, m.in. Alfonso J. Aluit, częściową odpowiedzialnością za zbrodnie na ludności cywilnej Manili obarczają generała MacArthura. Miał on bowiem popełnić tragiczny błąd doprowadzając do całkowitego okrążenia japońskiego garnizonu, gdyż w tych okolicznościach pozbawieni drogi odwrotu Japończycy wpadli w „zbrodniczy szał”. Krytycy tej tezy wskazują jednak, że masowe mordy i gwałty rozpoczęły się już w pierwszych dniach bitwy, podczas gdy pierścień okrążenia wokół Manili został zamknięty dopiero 12 lutego – a więc po upływie dziewięciu dni od rozpoczęcia walk (kontradmirał Iwabuchi dopiero 17 lutego uznał miasto za całkowicie okrążone) . W ich ocenie nie można również twierdzić, iż japońskie wojska nie miały żadnej możliwości odwrotu z miasta, gdyż w trakcie bitwy co najmniej 3500 żołnierzy zdołało się wycofać za rzekę Marikina. Wskazują także, iż kontradmirał Iwabuchi konsekwentnie ignorował wezwania do ewakuacji miasta, kilkukrotnie wystosowywane przez generała Yokoyamę. Kontradmirał odmówił opuszczenia Manili nawet wówczas, gdy dowódca Grupy Shimbu zaproponował, że uderzy z zewnątrz na amerykański pierścień okrążenia, aby ułatwić w ten sposób japońskiemu garnizonowi odwrót z miasta.
Wiele dowodów, m.in. odnalezione po bitwie japońskie dokumenty, pozwala wysnuć wniosek, iż masowe zbrodnie na ludności Manili nie były wyłącznie ekscesami szeregowych żołnierzy i niższych oficerów. Już w połowie grudnia 1944 dowództwo japońskiego garnizonu w Manili wydało specjalną instrukcję, nakazującą traktować wszystkich Filipińczyków powyżej 14. roku życia jako potencjalnych partyzantów, których należy zlikwidować w momencie rozpoczęcia bitwy o miasto. Po wojnie znaleźli się świadkowie twierdzący, iż jeszcze przed rozpoczęciem bitwy zostali ostrzeżeni przez zaprzyjaźnionych japońskich żołnierzy lub filipińskich kolaborantów, iż japońskie dowództwo zamierza zniszczyć miasto wraz z całą jego ludnością. Tego typu ostrzeżenia otrzymać mieli m.in. niektórzy członkowie marionetkowego rządu Filipin oraz przebywający w mieście obywatele III Rzeszy. 
Wydane po rozpoczęciu bitwy rozkazy zawierały już szczegółowe wytyczne w sprawie zniszczenia filipińskiej stolicy i wymordowania jej mieszkańców. W jednym z takich rozkazów japońskie dowództwo zalecało, aby filipińską ludność gromadzić w większych budynkach, które następnie miały być podpalane lub wysadzane w powietrze. Zamierzano w ten sposób oszczędzić amunicję oraz uniknąć problemów z usuwaniem zwłok. Japońskim żołnierzom zalecano również topienie ofiar w rzece Pasig. Z kolei 13 lutego 1945 dowództwo tzw. Grupy Kobayashi, walczącej we wschodniej części Manili, wydało rozkaz, w którym informowano żołnierzy, iż w mieście obok Amerykanów walczą tysiące filipińskich partyzantów – w tym kobiety i dzieci. W kolejnym punkcie zaznaczono, iż „wszystkie osoby przebywające na polu bitwy, z wyjątkiem członków japońskich sił zbrojnych, japońskich cywilów oraz członków specjalnych jednostek budowlanych, będą skazane na śmierć”. Rozkazy o podobnej treści otrzymywali również żołnierze walczący na obrzeżach miasta. 22 maja walczący w rejonie Marikina japoński 149. batalion lotniskowy otrzymał rozkaz, aby nocnym atakiem zniszczyć „partyzantów” znajdujących się przed przednimi pozycjami jednostki, a następnie spalić znajdujące się tam „tubylcze wioski”. Pisemne rozkazy – nie wyłączając tych, w których nakazywano niszczenie miasta i mordowanie ludności cywilnej – wychodziły ze sztabu Iwabuchiego co najmniej do 21 lutego 1945. Oznacza to, iż dowództwo Morskich Sił Obrony Manili co najmniej przez pierwsze trzy tygodnie bitwy było w stanie kontrolować działania swoich oddziałów. Z tego względu masowe zbrodnie na ludności cywilnej nie mogą być uznane za samowolne ekscesy, będące wynikiem chaosu i załamania łańcucha dowodzenia.
Podczas bitwy o Manilę zbrodnicze rozkazy Iwabuchiego były konsekwentnie realizowane. Japońscy żołnierze podpalali całe kwartały miasta, a uciekającą w panice ludność masakrowali przy użyciu broni maszynowej. Osoby ukrywające się w schronach i rowach przeciwlotniczych mordowano za pomocą granatów. Czasami, wzorem praktyk stosowanych jeszcze przed rozpoczęciem bitwy, żołnierze gruntownie przeszukiwali domy, a następnie mordowali wszystkich zdolnych do noszenia broni mężczyzn narodowości chińskiej lub filipińskiej. Bardzo często ofiary zabijano przy użyciu samurajskich mieczy, bagnetów, a nawet bambusowych kijów. Żołnierze Iwabuchiego nie respektowali przy tym żadnych norm etycznych – dokonywali masakr w szkołach, szpitalach, kościołach i klasztorach. Poniżej przedstawiono przykłady największych zbrodni dokonanych przez wojska japońskie podczas bitwy o Manilę (w porządku chronologicznym):
- gmach Plaridel przy Calle San Marcelino – w budynku tym mieściła się przed wojną siedziba loży masońskiej. Po rozpoczęciu okupacji zamieniono go na tajną kwaterę Kempeitai, w której więziono, torturowano i mordowano osoby podejrzewane o współpracę z ruchem oporu. 7 lutego wszyscy znajdujący się jeszcze w gmachu więźniowie zostali wymordowani przy użyciu bagnetów. Po zakończeniu masakry budynek podpalono[30].
- kino w dzielnicy Paco – w dniu 7 lutego japońscy żołnierze spędzili do budynku kilkuset filipińskich cywilów, a następnie wymordowali ich przy użyciu granatów. Rannych dobijano strzałami karabinowymi lub pchnięciem bagnetu[31].
- domy w dzielnicy Paco – w dniu 7 lutego japońscy żołnierze spędzili do dwóch dużych parterowych domów kilkuset filipińskich cywilów, a następnie spalili ich żywcem[31].
- Krajowy Szpital Psychiatryczny – w dniu 7 lutego japońscy żołnierze uprowadzili 35 pracowników szpitala. Żołnierze związali więźniów i podzielili ich na dwie grupy. Pierwszą grupę wymordowano przy użyciu bagnetów; drugą zaprowadzono na pobliski klif i zepchnięto do oceanu[32].
- Saint Paul College – w dniu 9 lutego japońscy żołnierze zgromadzili w szkolnej kaplicy kilkuset mieszkańców okolicznych domów. Budynek wysadzono następnie w powietrze. Osoby, które przeżyły wybuch i usiłowały uciec, były mordowane przy użyciu bagnetów i broni maszynowej. Ofiarą masakry padło co najmniej 435 Filipińczyków[33].
- Klub Niemiecki przy Calle San Luis – po rozpoczęciu bitwy w budynku schroniły się setki Filipińczyków, mających nadzieję, iż Japończycy uszanują własność sojuszniczego państwa. 10 lutego japońscy żołnierze podpalili jednak budynek i wymordowali niemal wszystkie przebywające w nim osoby. Filipińskich uchodźców oraz niemieckich rezydentów rozstrzeliwano, obrzucano granatami, zakłuwano bagnetami lub zabijano ciosami samurajskich mieczy. Wiele kobiet zostało przed śmiercią zgwałconych. Masakra trwała blisko 12 godzin, a jej ofiarą padło od 800 do 1000 osób. Siedem dni później amerykańscy żołnierze odnaleźli w ruinach budynku troje ocalałych z masakry Filipińczyków[34].
- siedziba Filipińskiego Czerwonego Krzyża przy zbiegu Calle Gen. Luna i Calle Isaac Peral – w dniu 10 lutego japońscy żołnierze wtargnęli do budynku, po czym przystąpili do mordowania przebywających tam pacjentów, uchodźców i członków personelu. Miały miejsce wypadki, gdy niemowlęta zakłuwano bagnetami na oczach matek. Łącznie ofiarą masakry padło ok. 65 Filipińczyków. Jedną z nielicznych ocalałych osób był Modesto Farolan, prezes Filipińskiego Czerwonego Krzyża[5][35].
- Concordia College – po rozpoczęciu bitwy na terenie szkoły schroniło się ok. 2000 osób. W gronie tym znalazło się wiele sierot, starców, osób niepełnosprawnych oraz psychicznie chorych – ewakuowanych z katolickiego przytułku Hospicio de San Jose. 11 lutego japońscy żołnierze rozmieścili wokół szkoły stanowiska karabinów maszynowych, po czym podpalili budynek. Większość uchodźców zginęła w płomieniach lub od japońskich kul[5][36].
- masońska świątynia przy Taft Avenue – wkrótce po rozpoczęciu bitwy japońscy żołnierze spędzili na teren świątyni kilkuset filipińskich cywilów. 12 lutego wszystkich uchodźców wymordowano przy użyciu granatów[37].
- Kompleks sportowy Rizal – 16 lutego na teren kompleksu wkroczyli żołnierze 12. pułku kawalerii USA. Odnaleźli wówczas ciała setek filipińskich cywilów zamordowanych przez Japończyków. W gronie ofiar znajdował się m.in. katolicki ksiądz i 32 zakonnice. Zwłoki niektórych zakonnic nosiły ślady gwałtu[38].
- Arsenał Uniwersytetu w Manili – na teren tego budynku przeniesiono chorych na gruźlicę pacjentów ze Szpitala San Juan de Dios i instytutu Quezon. 21 lutego japońscy żołnierze zamordowali niemal wszystkich chorych przy użyciu bagnetów i granatów zapalających[39].
- Santa Rosa College – w dniu 22 lutego japońscy żołnierze rozstrzelali na terenie szkoły ok. 300 filipińskich cywilów. Rannych dobijano bagnetami. W gronie ofiar znalazło się wiele dzieci[40].

O rozmiarach dokonywanej w Manili masakry mogą świadczyć zapiski zamieszczone w odnalezionych po bitwie dziennikach japońskich żołnierzy. 7 lutego 1945 żołnierz o nazwisku Akasuki, służący w 9. morskim pułku remontowym, zapisał w swoim dzienniku: „150 partyzantów zostało zabitych. Sam zadźgałem dziesięciu”. Dwa dni później odnotował, iż: „spalono 1000 partyzantów”. Z kolei w jego zapiskach z 13 lutego znalazła się następująca relacja: „pełnię służbę strażniczą w obozie dla internowanych partyzantów. Gdy byłem na służbie dziesięciu z nich próbowało uciec. Wszyscy zostali zadźgani. O godz. 16:00 wszyscy partyzanci zostali spaleni” (z wcześniejszych zapisków Akasukiego wiadomo, że wraz z kolegami strzegł on ok. 1660 „partyzantów”) . Inny żołnierz zapisał natomiast w swym dzienniku pod datą 17 lutego: „w niektórych częściach miasta zabiliśmy kilka tysięcy Filipińczyków (młodych i starych, kobiety i mężczyzn) oraz Chińczyków”. Jeden z takich pamiętników został dostarczony dowódcy amerykańskiego XIV Korpusu, generałowi Oscarowi Griswoldowi. Obok opisów zachodów słońca i wzmianek o głębokiej miłości, jaką nieznany z nazwiska autor darzył swoją rodzinę, następowała relacja z masowych zbrodni, w których żołnierz uczestniczył podczas bitwy o Manilę – m.in. roztrzaskując główki niemowląt o pnie drzew.

### Gwałty na kobietach
Podobnie jak to miało miejsce podczas masakry nankińskiej, mordowaniu ludności cywilnej towarzyszyły masowe gwałty na kobietach i małoletnich dziewczynkach. Po dokonanym gwałcie ofiary nierzadko były mordowane i okaleczane w obsceniczny sposób. Ofiarą zbiorowych gwałtów padły m.in. kilkunastoletnie uczennice Santa Isabel College, prowadzonego przez ss. Szarytki. Zakonnice, które próbowały bronić swoich podopiecznych, zostały pobite.
Dramatyczne wydarzenia miały miejsce w dzielnicy Ermita. Ponad dwa tysiące mężczyzn, kobiet i dzieci spędzono tam na Plaza Ferguson. Następnie japońscy żołnierze wyciągnęli z tłumu młode kobiety i dziewczęta, które zabrano do wojskowych domów publicznych w Bay View Hotel i Peralta Apartments i tam wielokrotnie zgwałcono – niektóre 20 razy w ciągu jednej nocy. Esther Garcia Moras zeznała:

Zabrali z pokoju moje dwie nastoletnie siostry, Priscillę i Evangelinę. Czekałyśmy długo, aż wróciła zapłakana młodsza. Zapytałam „Gdzie jest Pris?”, a ona powiedziała „Oni robią to z nią, Esther!” Teraz wszystkie w pokoju wiedziałyśmy co z nami będzie. Gdy Priscilla wróciła powiedziała z płaczem „Oni mi coś zrobili, coś strasznego... chcę umrzeć. Ja chcę umrzeć!” Japoński żołdak pozbawił ją dziewictwa przy pomocy noża...

Siostry Garcia wystąpiły po wojnie w charakterze świadków na procesie gen. Yamashity.

### Zbrodnie na obywatelach państw trzecich
Z rąk japońskich żołnierzy masowo ginęli nie tylko filipińscy cywile, lecz również obywatele państw neutralnych. Nie oszczędzano przy tym chronionych immunitetem dyplomatów. Konsul Louis Lerougue, przedstawiciel rządu Vichy, został zakłuty bagnetami we własnej rezydencji. W podobny sposób zginął konsul Wenezueli, Alberto Delfino, wraz z całą swoją rodziną. Japończycy spalili również hiszpański konsulat i zamordowali ok. 50 osób, które schroniły się na jego terenie (w tym jednego hiszpańskiego dyplomatę).
Ofiarą masakry padali nawet obywatele państw sprzymierzonych z Cesarstwem Japonii. Podczas masakry w Klubie Niemieckim przy Calle San Luis poniosło śmierć kilkunastu obywateli III Rzeszy. Przewodniczący Klubu, Martin Ohaus, został zamordowany, gdy próbował okazać żołnierzom niemiecki paszport.
Łącznie w czasie bitwy o Manilę zginęło kilkuset obcokrajowców, w tym blisko 250 obywateli Hiszpanii oraz co najmniej 28 obywateli Niemiec. Hiszpania na wieść o wydarzeniach w Manili zerwała stosunki dyplomatyczne z Cesarstwem Japonii.

### Zbrodnie na duchowieństwie rzymskokatolickim
Podczas bitwy o Manilę bardzo ciężkie straty poniosło duchowieństwo rzymskokatolickie. W gronie zabitych i zamordowanych obcokrajowców znalazło się ponad 80 księży i zakonników oraz 50 zakonnic. Miały miejsce wypadki, gdy te ostatnie były przed śmiercią gwałcone.
Jedna z najgłośniejszych zbrodni miała miejsce na terenie De la Salle College. Była to jedna z najlepszych męskich szkół średnich na Filipinach; prowadzili ją bracia szkolni. Po rozpoczęciu bitwy w szkole schroniło się blisko stu cywilów – w tym znajomi zakonników, byli uczniowie szkoły oraz mieszkańcy sąsiednich domów. 7 lutego Japończycy po raz pierwszy wtargnęli na teren College'u. Zabrali wówczas ze sobą o. Egberta Xaviera (przełożonego domu, obywatela Irlandii), a także sędziego José Carlosa. Po ciężkich torturach obu mężczyzn zamordowano. Ich ciał nigdy nie odnaleziono. Japończycy powrócili 12 lutego. Zamordowali wówczas 39 osób, w tym 15 przebywających w budynku zakonników (obywateli Niemiec, Irlandii, Czechosłowacji i Węgier). Część ukrywających się w szkole kobiet została przed śmiercią zgwałcona. Dwa dni później budynek podpalono.
Ponadto podczas bitwy o Manilę miały także miejsce inne egzekucje duchownych katolickich:
- 7 lutego grupa filipińskich milicjantów z kolaboracyjnej formacji Makapili wkroczyła na teren seminarium prowadzonego przez Zgromadzenie Księży Misjonarzy. Uprowadzili ze sobą trzech zakonników i nowicjusza, po których ślad zaginął[32].
- 9 lutego japońscy żołnierze wtargnęli do klasztoru Zgromadzenia Księży Misjonarzy. Z budynku wyprowadzili sześciu księży i czterech braci zakonnych (obywateli Hiszpanii), a także dwóch nowicjuszy oraz kilku Chińczyków szukających schronienia w klasztorze. Wszystkich zabrano nad brzeg kanału Estero de Balete i tam zakłuto bagnetami. Masakrę przeżył tylko jeden z Chińczyków. W gronie ofiar znaleźli się m.in.: ks. José Tejada (prowincjał filipińskiej prowincji Zgromadzenia Misji), ks. José Fernandez (poeta, proboszcz parafii przy Calle San Marcelino), ks. Adolfo Soto (profesor teologii)[59].
- 10 lutego japońscy żołnierze wtargnęli do klasztoru w dzielnicy Malate, prowadzonego przez irlandzkich misjonarzy kolumbanów. Uprowadzili ze sobą czterech księży, po których ślad zaginął[60].
- 11 lutego z klasztoru sióstr zgromadzenia apostolskiego Wniebowzięcia Najświętszej Maryi Panny grupa japońskich żołnierzy uprowadziła ks. Eliasa Gonzaleza, hiszpańskiego zakonnika ze Zgromadzenia Księży Misjonarzy. Kilka dni wcześniej ksiądz powstrzymał żołnierzy przed zgwałceniem zakonnic. W odwecie duchownego zabrano na teren pobliskiego St. Paul’s College i tam zakłuto bagnetami[61].
- 16 lutego amerykańscy kawalerzyści zdobyli kompleks sportowy Rizal, gdzie wśród ciał setek zamordowanych Filipińczyków odnaleźli zwłoki katolickiego księdza i 32 zakonnic. Zwłoki niektórych zakonnic nosiły ślady gwałtu[38].
- 19 lutego z tłumu zakładników więzionych w jednym z magazynów na terenie dzielnicy Intramuros japońscy żołnierze wyciągnęli około 100 mężczyzn, w tym około czterdziestu duchownych (obywateli Hiszpanii). Japończycy zaprowadzili zakładników w rejon dawnego pałacu gubernatora, a następnie zapędzili wszystkich do dwóch rowów przeciwlotniczych, gdzie mężczyźni mieli rzekomo znaleźć lepszą ochronę przed amerykańskimi pociskami. W rzeczywistości niemal cała grupa została rozstrzelana ogniem broni maszynowej. W gronie ofiar znalazło się 22 ojców i 11 braci zakonnych – w tym 11 augustianów, 10 franciszkanów, 6 reformatów i 6 kapucynów. Śmierć poniósł wówczas m.in. przełożony filipińskiej prowincji franciszkanów, o. Salvador Rodriguez[62].

### Zakładnicy w „Mieście wewnątrz Murów”
Po rozpoczęciu bitwy Japończycy spędzili blisko 5000 Filipińczyków na teren Intramuros („Miasto wewnątrz Murów”) – manilskiej starówki, która miała odtąd odgrywać rolę jednego z głównych bastionów japońskiej obrony. Cywilom ogłoszono, iż zostali ewakuowani ze względów humanitarnych – z powodu „ataku partyzantów na miasto”. W rzeczywistości byli oni traktowani jako zakładnicy. Gdy wojska amerykańskie rozpoczęły ostrzał Intramuros, japońscy żołnierze ustawili na okalających dzielnicę murach blisko 100 „żywych tarcz” (w tym kilku duchownych). Amerykanie nie zdecydowali się jednak na przerwanie ognia, a większość owych zakładników zginęła w krzyżowym ogniu.
Podczas kilkudniowych walk o Intramuros przebywający tam cywile masowo ginęli na skutek amerykańskiego ostrzału lub z rąk japońskich żołnierzy. 23 lutego, z nieznanych do końca powodów, Japończycy pozwolili jednak odejść blisko trzem tysiącom cywilów, których przetrzymywali dotąd w kościołach św. Augustyna i Del Monico. W gronie zwolnionych zakładników dominowały kobiety i dzieci, znalazła się wśród nich także pewna liczba katolickich duchownych i zakonnic. Pozostali zakładnicy w większości wypadków ponieśli śmierć. Następnego dnia w podziemiach zdobytego Fortu Santiago amerykańscy żołnierze odnaleźli zwłoki co najmniej 600 filipińskich mężczyzn, bestialsko zamordowanych przez Japończyków (Escoda twierdzi, że liczba zamordowanych sięgała kilku tysięcy). Ciała wielu ofiar nosiły ślady tortur lub skrajnego wygłodzenia .

## Konsekwencje amerykańskiego ostrzału
Ogromne straty wśród cywilnej ludności Manili były spowodowane nie tylko japońskimi okrucieństwami, lecz również amerykańskimi nalotami i ostrzałem artyleryjskim. MacArthur początkowo zakazał używania ciężkiej artylerii i lotnictwa bombowego, chcąc w ten sposób oszczędzić mieszkańców Manili oraz zabytkową zabudowę miasta. Wobec bardzo silnego oporu Japończyków i rosnących strat we własnych szeregach niżsi rangą dowódcy wymogli jednak zniesienie tych ograniczeń. W mocy pozostał jedynie zakaz przeprowadzania nalotów bombowych. 
W efekcie amerykańska artyleria intensywnie ostrzeliwała gęsto zamieszkałe dzielnice Manilii – m.in. Paco, Malate i Ermitę – powodując liczne ofiary i poważne zniszczenia materialne. Myśliwce Grumman F8F „Bearcat” latały nisko nad ulicami miasta, rozpoczynając atak przy każdej oznace ruchu. Ofiarą ich ostrzału padali zarówno japońscy żołnierze, jak i filipińscy cywile. Miały miejsce wypadki, gdy amerykańska artyleria ostrzeliwała szpitale wyraźnie oznaczone znakami Czerwonego Krzyża. W rejonie szpitala Remedios w dzielnicy Malate amerykański ostrzał zabił blisko 400 Filipińczyków. Według jednej z relacji starszy wiekiem Filipińczyk miał zwrócić się do amerykańskiego oficera z prośbą o przerwanie ostrzału, w odpowiedzi usłyszał jednak: „Po co w takim razie targaliśmy ze sobą cały ten towar aż z Ameryki?”. 
W połowie lutego rozpoczęły się przygotowania do ostatecznego szturmu na zabytkowe Intramuros. W dniach 17–23 lutego „Miasto wewnątrz Murów” było intensywnie ostrzeliwane przez amerykańską artylerię. Wykorzystano w tym celu całą dostępną artylerię, z ciężkimi haubicami 240 mm włącznie. Najbardziej niszczące skutki miało zwłaszcza zmasowane przygotowanie artyleryjskie przeprowadzone tuż przed samym szturmem na Intramuros (23 lutego). Tego dnia obszar o powierzchni niespełna 16 hektarów zasypano pociskami o łącznym wagomiarze ok. 185 ton. Na polecenie MacArthura oszczędzono jedynie kościół i klasztor św. Augustyna, gdzie – jak wiedziano z doniesień wywiadu – Japończycy przetrzymywali setki filipińskich zakładników (patrz wyżej). Reszta Intramuros została de facto zrównana z ziemią. Pod gruzami poniosło śmierć wielu filipińskich cywilów. Wiele znajdujących się w Intramuros zabytkowych budynków i przedmiotów uległo ostatecznemu zniszczeniu już po bitwie, gdy Amerykanie przystąpili do „porządkowania” ruin przy użyciu buldożerów.
Max Hastings przywoływał powojenne szacunki, z których wynika, że na każdych dziesięciu Filipińczyków zabitych podczas bitwy o Manilę, sześciu ginęło z rąk japońskich żołnierzy, a pozostałych czterech na skutek amerykańskiego ostrzału. Z kolei Memorare Manila 1945 Foundation, opierając się na wynikach ankiety przeprowadzonej w 1995 wśród żyjących jeszcze filipińskich świadków, ocenia, że z rąk Japończyków zginęło około 70% cywilnych ofiar bitwy . Filipińska dziennikarka Carmen Guerrero komentowała ironicznie, że: „Ci, którzy przeżyli japońską nienawiść, nie przeżyli amerykańskiej miłości. Obie były równie zabójcze”.

## Bilans

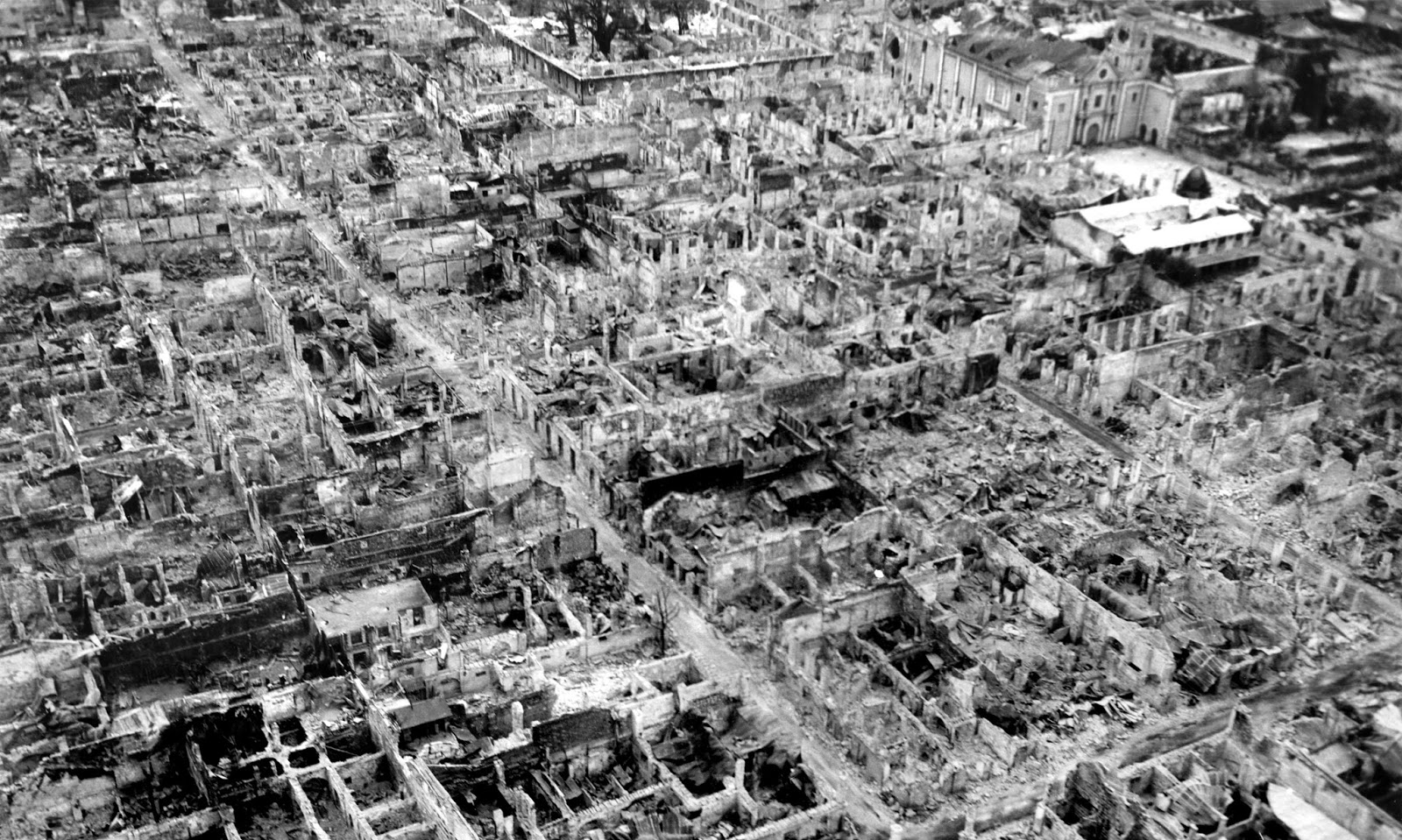
Ruiny Intramuros sfotografowane po zakończeniu bitwy

Historycy oceniają, że liczba cywilów zabitych i zamordowanych podczas bitwy o Manilę mogła sięgnąć nawet 100 tysięcy. Tymczasem w grudniu 1941 roku miasto liczyło ok. 665 tys. mieszkańców. Do jesieni 1944 liczba ta wzrosła do blisko 800 tys., przy czym jeszcze przed bitwą wielu cywilów opuściło miasto w obawie przed amerykańskimi nalotami. Oznacza to, iż podczas bitwy mogło zginąć nawet ponad 15% populacji Manili. Należy jednak zaznaczyć, iż podawana w źródłach liczba 100 tys. cywilnych ofiar oparta jest wyłącznie na amerykańskich szacunkach sporządzonych tuż po zakończeniu bitwy i może być zawyżona.
Stołeczne miasto stanowiło centrum filipińskiego życia politycznego, gospodarczego i intelektualnego, stąd w gronie ofiar znalazło się wielu działaczy politycznych i społecznych, duchownych, artystów, lekarzy, nauczycieli, dziennikarzy, uczonych, przedsiębiorców i sportowców. Masakra w Manili spowodowała de facto zagładę przedwojennej filipińskiej elity społecznej, ukształtowanej w okresie hiszpańskich rządów kolonialnych. Społeczne konsekwencje tego faktu okazały się brzemienne w skutkach.
W wyniku trwającej miesiąc bitwy Manila legła w gruzach. XVI-wieczne Intramuros – z racji licznych kościołów i klasztorów zwane niekiedy „małym Watykanem” – zostało niemal zrównane z ziemią. Mury otaczające dzielnicę zostały zburzone w 50%. Bardzo poważnie ucierpiały również inne dzielnice Manili. Zniszczenia w rejonie portu oraz dzielnicy Malate sięgały 90% zabudowy. Zagładzie uległo także blisko 85% zabudowy południowej dzielnicy Ermita, zamieszkiwanej głównie przez klasy wyższe. Poważnie ucierpiały handlowe dystrykty Quiapo, Santa Cruz i Binondo, położone w północnej części miasta (Binondo zniszczono w 80%). Zagładzie uległo wiele bezcennych zabytków i dóbr kultury. Muzeum Narodowe w Manili bezpowrotnie utraciło 2500 obrazów, rzeźb i innych przedmiotów o wartości artystycznej. Biblioteka Narodowa utraciła 300 tys. książek i 25 tys. egzemplarzy czasopism. Bardzo ciężkie straty poniosły również inne instytucje. Katolicki Adamson University utracił 75 tys. książek i periodyków oraz cenne wyposażenie laboratoryjne, podczas gdy w College'u św. Scholastyki uległo zniszczeniu 10 tys. książek, 40 pianin oraz wyposażenie laboratoryjne i przedmioty liturgiczne. Poważne straty poniosła infrastruktura przemysłowa i komunalna. Uległo zniszczeniu 39 spośród 100 znajdujących się w mieście mostów – w tym sześć mostów na rzece Pasig.

## Odpowiedzialność sprawców
Masakra w Manili była jedną z największych zbrodni popełnionych przez japońskie siły zbrojne podczas II wojny światowej. Większość sprawców poniosła jednak śmierć w trakcie bitwy. W gronie tym znalazł się również kontradmirał Sanji Iwabuchi, który popełnił samobójstwo w ostatniej fazie walk. Nieliczni japońscy żołnierze, którzy przeżyli bitwę, zostali wraz z pozostałymi jeńcami zwolnieni w 1948, na mocy amnestii zarządzonej przez prezydenta Filipin, Manuela Roxasa. 
Sprawa zbrodni popełnionych w trakcie bitwy była szeroko omawiana podczas procesu generała Tomoyokiego Yamashity, toczącego się jesienią 1945 przed amerykańskim sądem wojskowym w Manili. Yamashita został uznany winnym i stracony (23 lutego 1946), mimo iż zasadniczo nie miał wpływu na wydarzenia rozgrywające się w filipińskiej stolicy. W precedensowym wyroku sąd stwierdził jednak, iż Yamashita jako głównodowodzący sił japońskich na Filipinach ponosił odpowiedzialność za wszystkie zbrodnie popełnione przez podległe mu oddziały. W listopadzie 1948 wyrokiem Międzynarodowego Trybunału Wojskowego dla Dalekiego Wschodu na karę śmierci został również skazany szef sztabu Yamashity, generał Akira Muto. Wyrok wykonano miesiąc później.
W latach 1956–1976 Japonia wypłaciła Filipinom odszkodowania wojenne w wysokości 550 mln USD.

### Masakra w oczach japońskich autorów
Zarówno w japońskich opracowaniach historycznych, jak też w opublikowanych wspomnieniach weteranów, bardzo rzadko i niechętnie wspomina się o zbrodniach wojennych popełnionych na ludności Filipin – w tym w czasie bitwy o Manilę. Ów temat jest również stosunkowo rzadko poruszany przez japońskie mass media. Opisując bitwę o stolicę Filipin japońscy historycy, pamiętnikarze i dziennikarze zazwyczaj skupiają się na jej militarnych aspektach, a także na podkreślaniu bohaterstwa i cierpień japońskich żołnierzy walczących z przeważającymi siłami nieprzyjaciela. W rezultacie bitwa uznawana jest w Japonii za przykład honorowej walki do ostatniego żołnierza (jap. gyokusai – honorowa śmierć, honorowa porażka, śmierć bez poddania się), a towarzysząca jej masakra ludności cywilnej pozostaje zasadniczo nieznana tamtejszej opinii publicznej.
W tych japońskich źródłach, które wspominają o losie ludności miasta, olbrzymia liczba ofiar wśród cywilów bywa przedstawiana jako rezultat ostrzału amerykańskiej artylerii i lotnictwa. Niektórzy japońscy autorzy starali się nawet obarczyć odpowiedzialnością za zbrodnie w Manili rekrutów z Korei czy Formozy . Na tym tle za wyjątek może być natomiast uznana książka Walang Hiya autorstwa Jintarō Ishidy (1990). Autor opierając się m.in. na wywiadach z japońskimi weteranami oraz filipińskimi świadkami opisał szeroko zbrodnie wojenne popełnione przez japońską armię w Manili i innych regionach Filipin. Książka Ishidy została uznana przez japońskie środowiska kombatanckie za kontrowersyjną.